# کارایاشماک (دمیراوزو)
کارایاشماک (به ترکی استانبولی: Karayaşmak) (به کردی: Qereyaşmeq) یک منطقهٔ مسکونی در ترکیه است که در دمیراوزو واقع شده‌است. کارایاشماک ۵۹ نفر جمعیت دارد.